# Kartuzy
Kartuzy (tyska: Karthaus, kasjubiska: Kartuzë) är en stad i Pommerns vojvodskap i norra Polen. Orten är kasjubernas inofficiella huvudstad.